# 花束 (back numberの曲)
「花束」（はなたば）は、back numberの2枚目のシングル。

## 解説
- 1stシングル「はなびら」から約2ヶ月ぶりのリリース。
- ジャケット・PVには葵が出演。

## 収録曲
- 全作詞作曲：清水依与吏、編曲：back number（特記除く）
- 2ndアルバム『スーパースター』収録(#1,3)

1. 花束（編曲：back number & 島田昌典）
  - TBS系「COUNT DOWN TV」2011年5月度エンディングテーマ
  - プロデューサーは島田昌典。
  - この曲をもとに山口保幸監督が短編映画を制作し、YouTubeで公開された。
2. だいじなこと
3. 半透明人間
4. 花束 (instrumental)
5. だいじなこと (instrumental)
6. 半透明人間 (instrumental)

## 短編映画
『花束 feat. LITHIUM FEMME』（2015年4月21日公開）
ファッションブランドLITHIUM FEMME（リチウムファム）が設立10周年を記念して、back numberとコラボレーションし制作された作品。「花束」をテーマソングとしている。「音楽×映画×ファッション」をテーマとしている。YouTubeのLITHIUM officialチャンネルで公開。
主題歌「花束」
挿入歌「日曜日」「西藤公園」
出演者
- 藤沢綾香 - 宮田聡子
- 今村春 - 弥尋
- 広瀬さくら - 藤井美菜
- 野友翔平中島歩
- 藤沢未来 - 古畑星夏
- 同級生 - 蜂谷晏海、向里憂香、酒井まい、清原翔、兒玉大智、米倉強太
- 秋山部長 - 大杉漣（特別出演）

スタッフ
- 監督：山口保幸
- 脚本・プロデュース：平松剛